# Hoplopleura pavlovskyi
Hoplopleura pavlovskyi är en insektsart som beskrevs av Sosnina 1951. Hoplopleura pavlovskyi ingår i släktet Hoplopleura och familjen gnagarlöss. Inga underarter finns listade i Catalogue of Life.